# Maxime Guiho
Pas d'image ? Cliquez ici

a Compétitions nationales et continentales officielles uniquement.

b Matchs officiels uniquement.
Dernière mise à jour le 24 février 2012.
Maxime Guiho, né le 26 août 1984, est un joueur de rugby à XV français qui évolue au poste de deuxième ligne au sein de l'effectif de l'Avenir castanéen.

## Biographie
Né le 26 août 1984, Maxime Guiho est un joueur de rugby à XV français qui évolue au poste de deuxième ligne. Il est également international universitaire de rugby à 7. Il devient champion du monde FIRA au championnat du monde de Rome en 2006.
Maxime Guiho fait ses débuts au RCPN rugby. Puis, il intègre le pôle espoir de Rumilly (pro D2) en 2000. Il commence sa carrière professionnelle avec la Section paloise. Arrivé en 2001 en Béarn, il est un pur produit vert et blanc (Champion de France crabos en 2002).
Prêté lors de sa première année de contrat à l'USALimoges rugby et évoluera également  sous les couleurs du CAL (Lannemezan-Pro D2).